# Шопенка (село)
Шопенка (укр. Шопенка) — село,
Асеевский сельский совет,
Балаклейский район,
Харьковская область, Украина.
Село ликвидировано в ? году.

## Географическое положение
Село Шопенка находится у истоков реки Лозовенька.
Примыкает к селу Новая Павловка.

## История
- ? — село ликвидировано.

## Достопримечательности
Братская могила советских воинов. Похоронено 27 воинов.